# Fritz Cohn
Fritz Cohn (* 12. Mai 1866 in Königsberg i. Pr.; † 14. Dezember 1922 in Berlin) war ein deutscher Astronom.

## Leben
Cohn entstammte einer jüdischen Familie. Als 11-Jähriger verlor er seinen Vater. Er besuchte das Altstädtische Gymnasium (Königsberg) und bestand die Reifeprüfung im 17. Lebensjahr. Ab 1883 studierte er Mathematik, Physik und Astronomie (sowie Geographie und Geschichte) an der Albertus-Universität Königsberg und der Friedrich-Wilhelms-Universität zu Berlin. 1888 legte er in Königsberg das Staatsexamen ab. Im selben Jahr wurde er zum Dr. phil. promoviert.
Seit 1891 Rechner an der Sternwarte Königsberg, habilitierte er sich 1893 in Königsberg für Mathematik und Astronomie. Für ein Jahr wurde er an die Sternwarte Leipzig beurlaubt. In Königsberg wurde er 1898 Gehilfe und 1900 Observator. Die Universität Königsberg ernannte ihn 1895 zum a.o. Professor. Die Friedrich-Wilhelms-Universität zu Berlin berief ihn 1909 auf den Lehrstuhl für theoretische und rechnerische Astronomie. Als Direktor des Astronomischen Rechen-Instituts widmete er sich unter anderem der Bahnbestimmung von Asteroiden. Der Asteroid (972) Cohnia wurde nach ihm benannt.
Mit 56 Jahren erlag er einem Magenkarzinom.
Cohn war von 1916 bis 1922 Herausgeber des Astronomischen Jahresberichts. Für die Enzyklopädie der mathematischen Wissenschaften schrieb er Artikel über astronomische Beobachtungsmessinstrumente und -fehler sowie die Reduktion von astronomischen Messdaten.
Verheiratet war er mit Johanna Peters (1871–1955), einer Tochter des Direktors der Königsberger Sternwarte Carl Friedrich Wilhelm Peters, mit der er den Sohn Jürgen (* 1905 in Königsberg; † 1982 in Blankenfelde) und zwei Töchter hatte.